# Jacques Boidin
Jacques Boidin (ur. 8 stycznia 1922, zm. 24 czerwca 2013) – francuski mykolog.
Był rektorem Uniwersytetu w Lyonie od 1971 do 1977 roku oraz członkiem Akademii Nauk, Belles-Lettres et Arts w Lyonie i Towarzystwa Linneusza w Lyonie.
Od 1945 roku tworzył kolekcję grzybów, która liczy już ponad 20 000 okazów i jest największą kolekcją grzybów na świecie. Są w niej 182 nowe gatunki (holotypy). Kolekcja ta jest przechowywana w LY Herbarium na Uniwersytecie w Lyonie.
Ma sto siedemdziesiąt jeden publikacji, w tym 2 książki i opis 270 nowych taksonów. Przy nazwach naukowych utworzonych przez niego taksonów dodawane jest jego nazwisko Boidin.